# Enterprise Hills
Enterprise Hills är en kulle i Antarktis. Den ligger i Västantarktis. Chile gör anspråk på området. Toppen på Enterprise Hills är 1 278 meter över havet.
Terrängen runt Enterprise Hills är huvudsakligen kuperad, men åt sydväst är den platt. Trakten är obefolkad. Det finns inga samhällen i närheten. 